# トム・リッジ
トーマス・ジョセフ・"トム"・リッジ（英: Thomas Joseph "Tom" Ridge、1945年8月26日 - ）は、アメリカ合衆国の政治家。連邦下院議員（1983年 - 1995年）、第43代ペンシルベニア州知事（1995年 - 2001年）を歴任後、ジョージ・W・ブッシュ政権1期目で初代国土安全保障局長（2001年 - 2003年）および初代国土安全保障長官（2003年 - 2005年）を務めた。
ペンシルベニア州ムンハルに生まれ、同州エリーの退役軍人向け公営住宅で育つ。ハーバード大学を優秀な成績で卒業後、ベトナム戦争に陸軍兵として従軍し、ブロンズスターメダルを授与された。復員後、1972年にディッキンソン大学ロースクールで法務博士（専門職）を取得し、弁護士業を開業した。
地元エリー選出の連邦下院議員を6期務めたのち、1994年のペンシルベニア州知事選挙に立候補。州北西部以外ではほとんど知名度がなかったにもかかわらず当選し、1998年には共和党の候補者としては過去最多得票で再選された。2024年現在、ペンシルベニア州ではリッジを最後に共和党所属の知事が再選されたことはない。
2001年のアメリカ同時多発テロ事件後、大統領のジョージ・W・ブッシュから新設された国土安全保障局の局長に指名され、2003年に同局が国土安全保障省に昇格すると初代長官となった。第1期ブッシュ政権が任期満了を迎えると退任し、民間に戻った。
民間に下って後はホーム・デポやザ・ハーシー・カンパニー、エクセロンなどの企業の役員を務め、デロイト トウシュ トーマツの上級相談役も兼ねた。またワシントンD.C.に安全保障のコンサルティング会社「リッジ・グローバル」を設立した。2008年の大統領選挙では共和党のジョン・マケイン候補を支援し、副大統領候補ともささやかれた。